# Luke Charters
Luke Jonathan Charters (né le 18 août 1995) est un homme politique britannique du Parti travailliste élu député de York Outer lors des élections générales du 4 juillet 2024.

## Biographie
Charters fait ses études à la Huntington School de York avant d'obtenir un diplôme de l'Université d'Oxford en philosophie, politique et économie. Il obtient ensuite une maîtrise en sciences politiques à l'Université de Chicago,. Il s'est déjà présenté aux élections pour York Outer (sous le nom de Luke Charters-Reid) lors des élections générales de 2017 alors qu'il a 21 ans, arrivant deuxième derrière le candidat du Parti conservateur, Julian Sturdy,. Charters est élu conseiller du quartier de Wall End dans l'arrondissement londonien de Newham en 2022 avant de se présenter à York Outer.